# Éleuthéroside
Les éleuthérosides sont des hétérosides contenus dans les racines d'éleuthérocoque. Ils font l'objet d'une commercialisation sous forme d'extraits.
L'éleuthéroside A est une saponine de stérol. Les éleuthéroside B (syringine) et D sont des hétérosides de phénylpropanoïde. 
Les extraits de racines d'éleuthérocoque sont employés dans la pharmacopée chinoise. Les éleuthérosides ont fait l'objet de recherches en Union soviétique dans les années 1950.
Les éleuthérosides sont utilisés comme marqueurs en chromatographie sur couche mince pour l'évaluation de préparations et suppléments alimentaires à base d'éleuthérocoque.

Eleuthéroside A (daucostérol)
Eleuthéroside B (syringine)
Eleuthéroside C (éthyl galactoside)
Éleuthéroside D